# Charles Holden

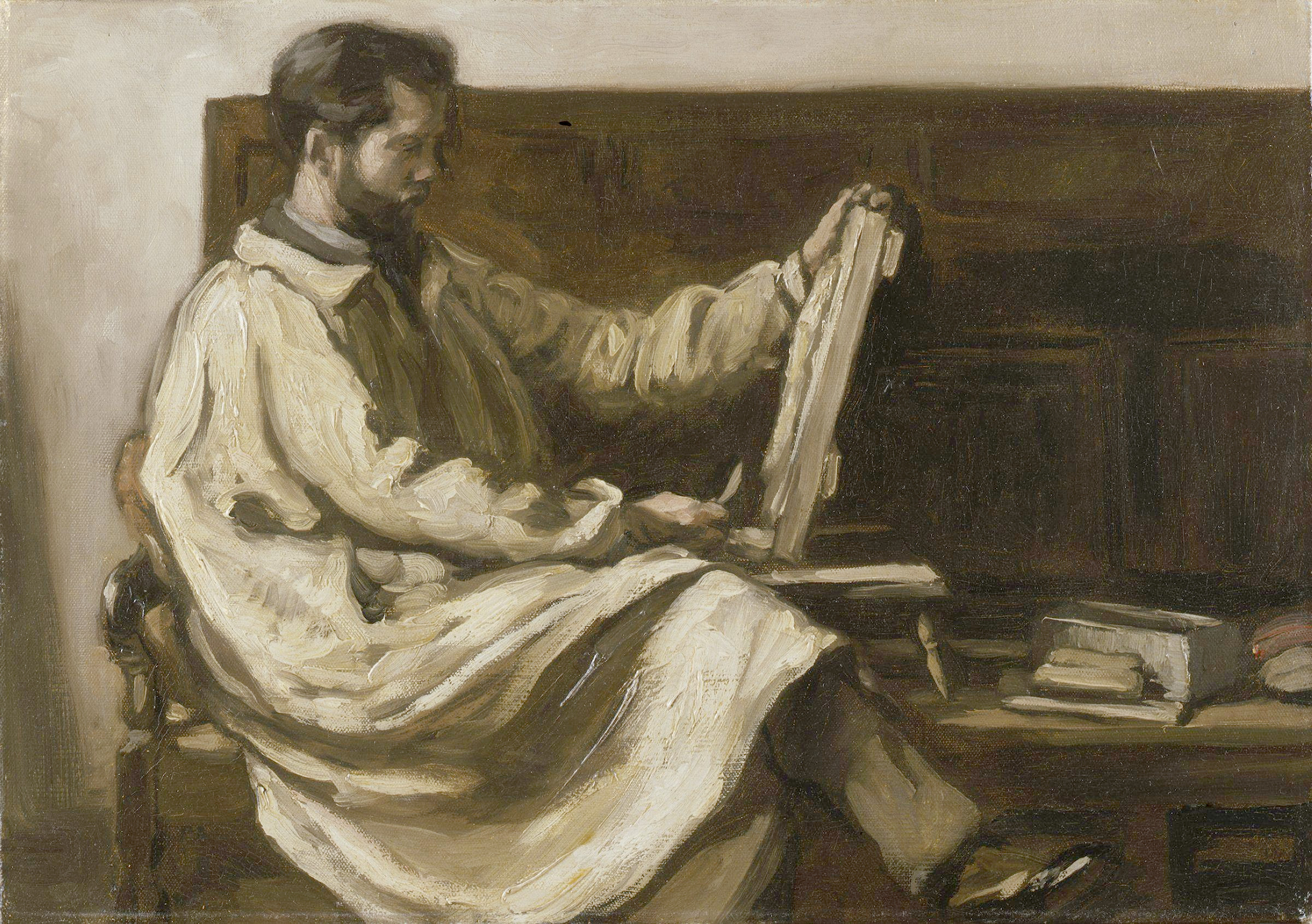
Charles Holden, Benjamin Nelson, 1910.

Charles Holden, född 12 maj 1875 i Bolton, död 1 maj 1960, var en brittisk arkitekt.
Han ritade över 40 tunnelbanestationer för London Public Transport Board (idag Transport for London) under Frank Pick. Under en tid då de historiska stilarna fortfarande höll Storbritannien i ett järngrepp, ritade Holden stationshus i en renskrapad klassisk stil dominerad av tegel. Samtidigt innebar Holdens arbete att stationerna fick en mer enhetlig utformning med mycket konstnärlig utsmyckning.
|  |  |